# Sorel-Tracy
Sorel-Tracy ist eine Stadt im Südwesten der kanadischen Provinz Québec. Sie liegt in der Region Montérégie, etwa 80 Kilometer nördlich von Montreal. Sorel-Tracy ist der Hauptort der Regionalgemeinde Pierre-De Saurel, hat eine Fläche von 57,46 km² und zählt 34.755 Einwohner (Stand: 2016). Die Stadt entstand im Jahr 2000 durch die Fusion der vorher eigenständigen Städte Sorel und Tracy.

## Geographie

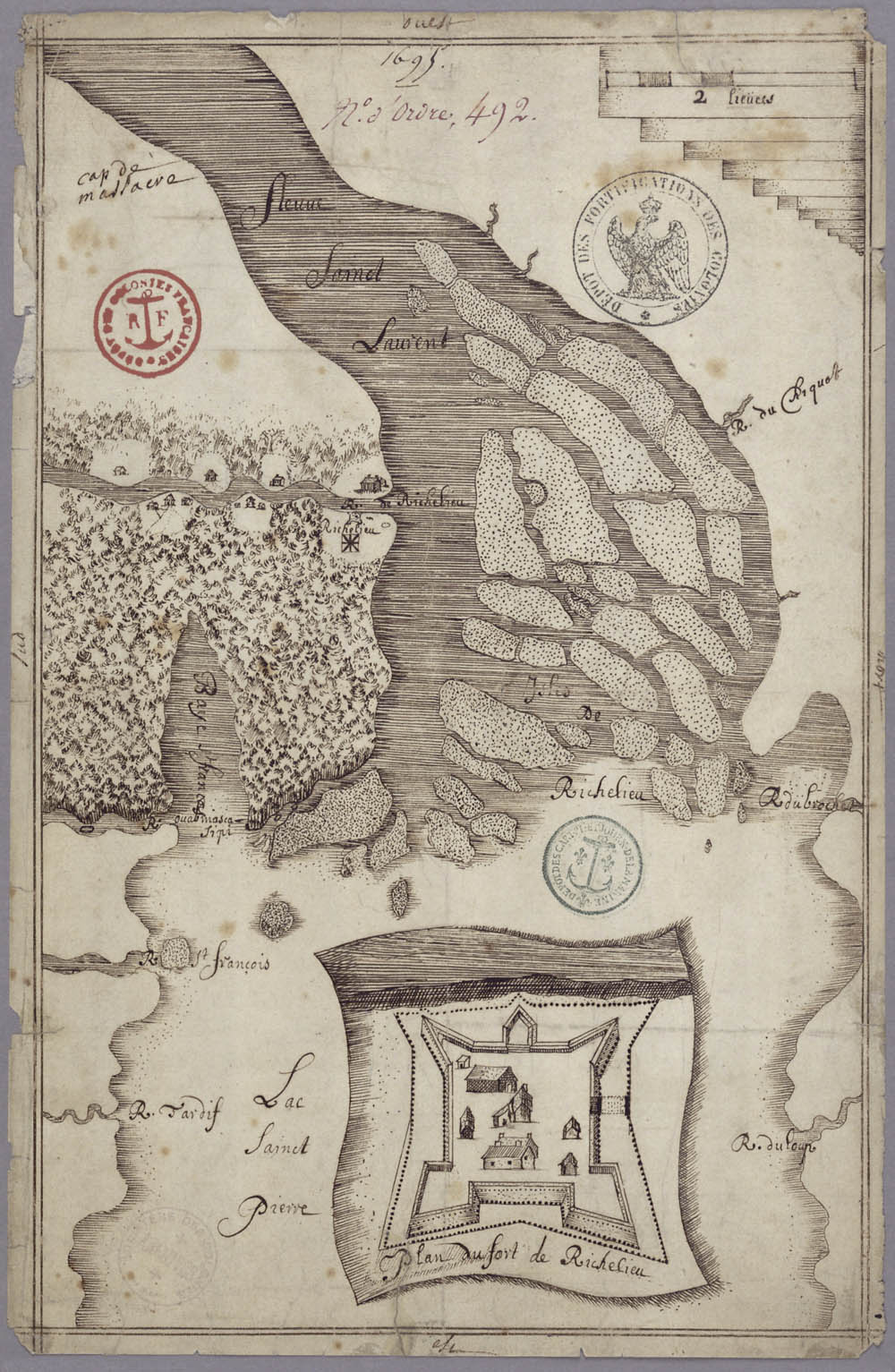
Karte des Fort Richelieu (1665)

Sorel-Tracy liegt am Südufer des Sankt-Lorenz-Stroms, beidseits der Mündung des bedeutenden Zuflusses Rivière Richelieu. Sorel ist der östliche (rechtsufrige) Teil der Stadt, Tracy der westliche (linksufrige) Teil. Nördlich und nordöstlich der Stadt befindet sich inmitten des Sankt-Lorenz-Stroms der Archipel du Lac Saint-Pierre, eine aus 103 Inseln bestehende Inselgruppe vor dem Lac Saint-Pierre.
Nachbargemeinden sind Saint-Joseph-de-Sorel im Nordwesten. Sainte-Anne-de-Sorel im Nordosten, Yamaska und Saint-Robert im Osten, Sainte-Victoire-de-Sorel im Süden, Saint-Roch-de-Richelieu und Contrecœur im Südwesten, Lanoraie im Westen sowie Sainte-Geneviève-de-Berthier im Nordwesten.

## Geschichte
Sorel ist die viertälteste Stadt Kanadas. Charles de Montmagny, Gouverneur von Neufrankreich, ließ am 13. August 1642 das Fort Richelieu errichten, um die strategisch wichtige Flussmündung abzusichern. Insbesondere sollten Siedler und Reisende auf dem Fluss vor Angriffen der Irokesen geschützt werden. Diese zerstörten das Fort 1647, doch das Carignan-Salières-Regiment errichtete 1665 an derselben Stelle eine neue Festung.
Der Name Sorel stammt von Pierre de Saurel, einem Offizier des Regiments. 1672 erhielt er von König Louis XIV. ein Lehen und wurde damit der erste Seigneur in dieser Gegend. Rasch entwickelte sich um das Fort eine Siedlung, als zahlreiche Soldaten sich mit ihren Familien hier niederließen, anstatt nach Europa zurückzukehren. 1721 gründete der Bischof von Québec die Pfarrei Saint-Pierre de Saurel. Im Herbst 1760 versuchten die Bewohner von Sorel vergeblich, die britischen Truppen auf ihrem Vormarsch nach Montreal aufzuhalten.
1777 bestand der Ort gemäß einem zeitgenössischen Bericht aus
„einer Kirche, einer Windmühle und sonstiger 5 bewohnter Häußer, ist aber auf beiden Seiten mit schiffreichen Waßerflüßen und von denen Rebellen [des Amerikanischen Unabhängigkeitskriegs] durch ein angelegtes Fort wohl versehen, so aber bey derer Verlaßung geschleifet, dermalen aber auch so hergestellet worden, daß zugleich mehrere Redoutten als nicht weniger Casernenbau errichtet worden, daß an 4000 Mann Besatzung darinnen können aufgehalten werden. Jedermann versichert sich, in der Zeitfolge Sorell für den convenabelsten [= bequemsten] Platz für das Commerce im Stande gesetzt zu sehen.“
1781 erwarb die britische Regierung die Seigneurie von Sorel, um dort Loyalisten anzusiedeln. Nach einem Besuch von William Henry, Duke of Gloucester im Jahr 1787 benannte sich der Ort in William-Henry um, kehrte aber 1860 zum angestammten Namen zurück.
Zu Beginn des 19. Jahrhunderts verdrängten die Forstwirtschaft und der Schiffbau den traditionellen Pelzhandel. Vor allem der Schiffbau war von großer Bedeutung; er zog den Bau eines Flusshafens nach sich und führte schließlich zur Ansiedlung metallverarbeitender Industrie. 1848 erhielt Sorel die Stadtrechte. Während der beiden Weltkriege produzierten die Werften zahlreiche Kriegsschiffe. 1962 eröffnete die Shawinigan Water and Power Company das Wärmekraftwerk Tracy. Ein Jahr später übernahm Hydro-Québec die Anlage, die eine Leistung von bis zu 660 MW erzeugte. Aufgrund der starken Umweltbelastung wurde das Kraftwerk im Jahr 2011 stillgelegt; bis Ende 2013 soll es demontiert werden.
Der Name Tracy ist von Alexandre de Prouville, sieur de Tracy abgeleitet, dem Oberbefehlshaber des Carignan-Salières-Regiments. Das Gebiet dieser Gemeinde wurde 1875 von Sorel abgetrennt und hieß zunächst Saint-Joseph-de-Sorel, bis es 1954 ebenfalls den Stadtstatus erhielt und sich in Tracy umbenannte. Im Jahr 2000 schlossen sich Sorel und Tracy zur Stadt Sorel-Tracy zusammen.

## Bevölkerung
Gemäß der Volkszählung 2011 zählte Sorel-Tracy 34.600 Einwohner, was einer Bevölkerungsdichte von 518,7 Einw./km² entspricht. 97,5 % der Bevölkerung gaben Französisch als Hauptsprache an, der Anteil des Englischen betrug 1,0 %. Als zweisprachig (Französisch und Englisch) bezeichneten sich 0,4 %, auf andere Sprachen und Mehrfachantworten entfielen 1,1 %. Ausschließlich Französisch sprachen 74,6 %. Im Jahr 2001 waren 96,6 % der Bevölkerung römisch-katholisch, 1,1 % protestantisch und 2,0 % konfessionslos.

## Sehenswürdigkeiten
Es gibt zwei National Historic Sites of Canada in Sorel-Tracy. Dabei handelt es sich einerseits um die Standort des früheren Fort Richelieu, andererseits um das Château des Gouverneurs. Dieses im Jahr 1781 im Auftrag von Frederick Haldimand erbaute Haus diente bis 1860 als Sommerresidenz von Generalgouverneuren und Militärkommandanten.

## Wirtschaft und Verkehr

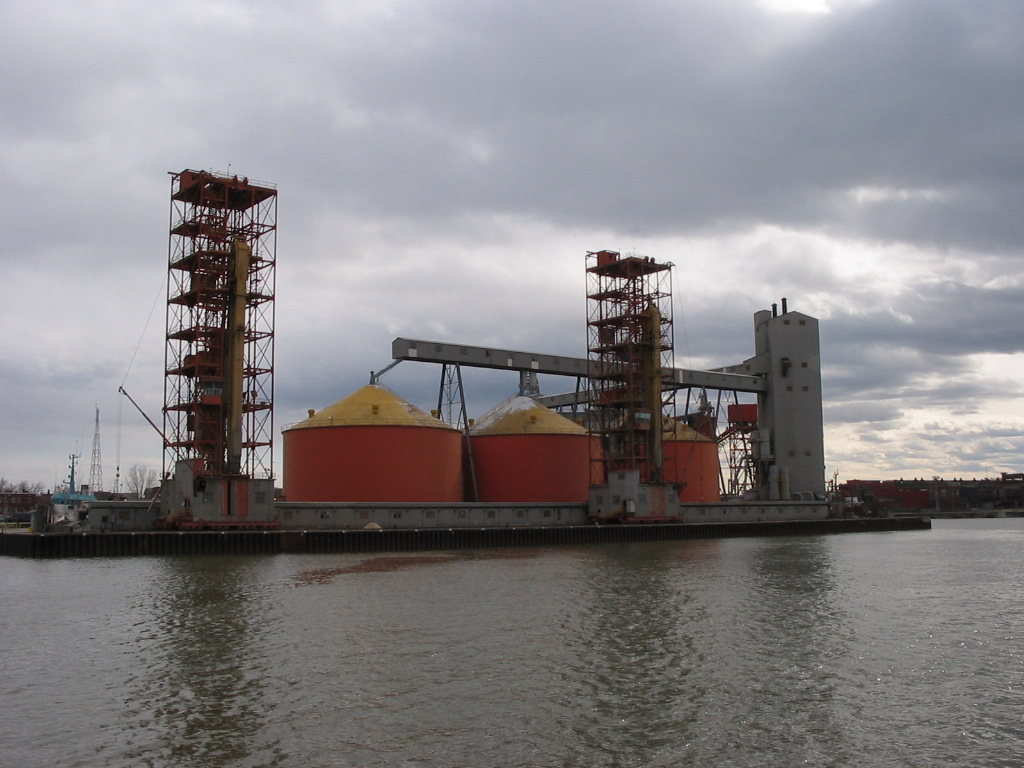
Hafen von Sorel-Tracy

Die Stadt ist traditionell ein bedeutendes Zentrum der Stahlindustrie. Bedeutendstes Unternehmen ist die Rio Tinto Group, die hier das Stahlwerk RTFT (Rio Tinto Fer et Titane) betreibt. Ebenfalls von großer Bedeutung ist der Flusshafen am Ufer des Sankt-Lorenz-Stroms, der vor allem dem Umschlag von Massengut (insbesondere Erdöl) dient. Nicht mehr präsent ist die traditionsreiche Schiffbauindustrie; die Werft der Marine Industries wurde 1986 geschlossen.
Sorel-Tracy ist durch die Autoroute 30 mit Longueuil und der Agglomeration von Montreal verbunden. Bedeutende Hauptstraßen sind die Route 132 und die Route 133. Beide Stadtteile werden durch die Pont Turcotte sowie durch die Autobahnbrücke miteinander verbunden. Von Sorel aus verkehrt eine Fähre der Société des traversiers du Québec über den Sankt-Lorenz-Strom auf die Insel Dupas, von wo aus Berthierville erreicht werden kann. Für den öffentlichen Verkehr zuständig ist die Gesellschaft CIT de Sorel-Varennes.

## Sport
Sorel-Tracy ist eine Eishockey-Hochburg. Das 1954 erbaute Stadion Colisée Cardin besitzt eine Kapazität von 3.037 Zuschauern. Seit 2010 ist es das Heimstadion der Éperviers de Sorel-Tracy in der Ligue Nord-Américaine de Hockey. Frühere Teams waren die Éperviers de Sorel (1969–1977, 1980–1981), die Royaux de Sorel (1999–2004) und die Mission de Sorel-Tracy (2004–2008).

## Persönlichkeiten
- François Beauchemin (* 1980), Eishockeyspieler
- Anthony Beauvillier (* 1997), Eishockeyspieler
- Victoria Cartier (1867–1955), Organistin
- Frédéric Cassivi (* 1975), Eishockeyspieler
- Georges Codling (1915–2004),  Pianist, Organist, Dirigent und Komponist
- Marc-André Fleury (* 1984), Eishockeyspieler
- André Gill (1941–2014), Eishockeyspieler
- Léo Richer LaFlèche (1888–1956), Offizier, Politiker und Diplomat
- Pierre Mondou (* 1955), Eishockeyspieler, -trainer und -scout
- François Paradis (* 1957), Journalist und Politiker
- Éva Plouffe (* 1877, Todesdatum unbekannt), Pianistin und Komponistin